# Hermann Grimm (Politiker, 1831)
Hermann Grimm (* 1831; † 27. August 1881 in Reichenhain) war ein deutscher Politiker (Nationalliberale Partei).

## Leben und Wirken
Der Sohn des Kaufmanns Christian Gottlob Grimm besaß in Reichenhain bei Chemnitz ein Bauerngut. Er betätigte sich nebenbei auch als Holzhändler. In einer Nachwahl für den aus dem Landtag ausgeschiedenen Abgeordneten Robert Körner wurde er am 23. Oktober 1879 im 22. städtischen Wahlkreis in die II. Kammer des Sächsischen Landtags gewählt. Dieses Mandat vertrat er bis zu seinem Tod. Nachfolger wurde wiederum in einer Nachwahl Hugo Gottfried Opitz.